# Ayrshire, Iowa
Ayrshire är en ort i Palo Alto County, Iowa, USA.